# Пахер, Михаэль
Михаэ́ль Па́хер (нем. Michael Pacher; около 1435, Брунек — 1498, Зальцбург) — австрийский живописец и скульптор из Южного Тироля, один из наиболее значимых представителей поздней австрийской готики.
Несмотря на свою славу живописца, всю свою жизнь прожил в маленьком городке Брунеке и переселился в Зальцбург лишь за два года до смерти.

## Галерея

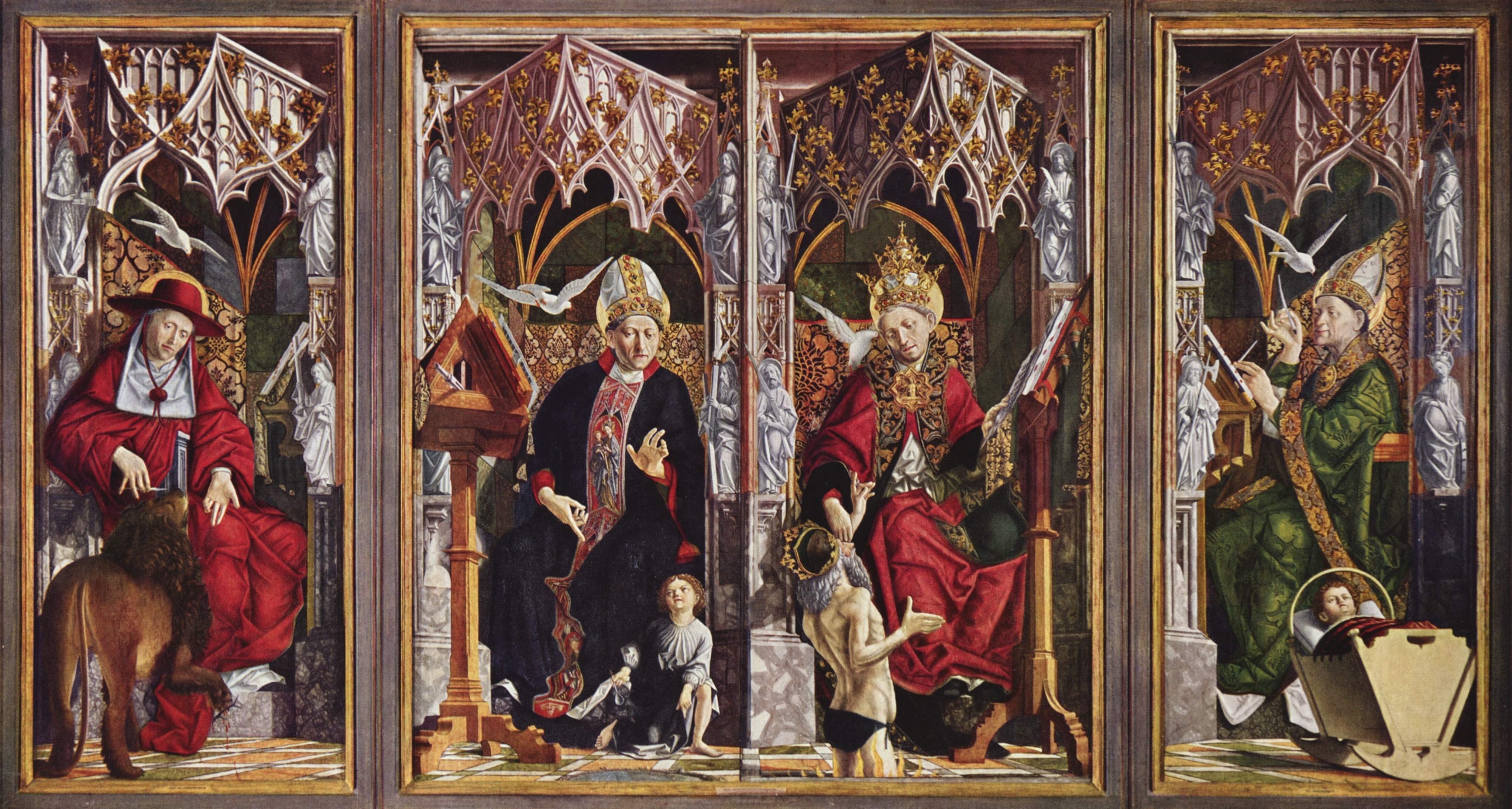
Алтарь отцов церкви. 1471—1475. Старая пинакотека. Мюнхен
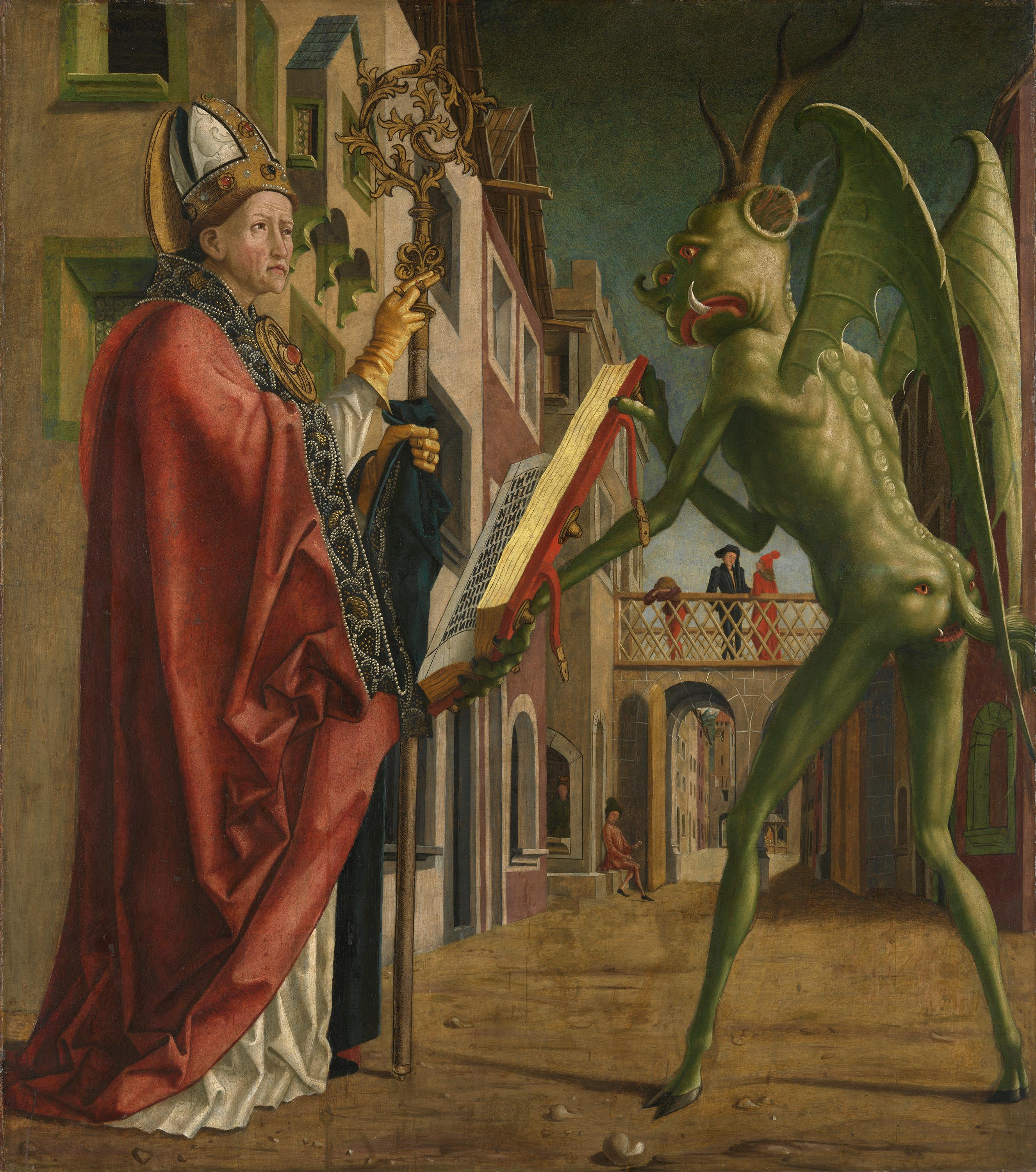
Святой Вольфганг и Диавол (Ранее считалось, что на алтаре изображён отец церкви Августин и Сатана). Правая внешняя створка Алтаря отцов церкви. 1471-75. Старая пинакотека. Мюнхен